# Красная корона
«Красная корона» — рассказ Михаила Булгакова. Впервые опубликован в «Литературном приложении» к газете «Накануне» 22 октября 1922 года и прочно забыт. Заново опубликован и впервые прокомментирован литературоведом Лидией Яновской в 1977 году . Рассказ имеет подзаголовок «Historia morbi» (история болезни — лат.)

## Сюжет
Повествование ведётся от лица душевнобольного рассказчика, которого преследуют потрясения недавней  гражданской войны на Украине.
Рассказчика мучает чувство вины перед погибшим в бою братом, вольноопределяющимся Белой Армии, и горечь невысказанного протеста при казни рабочего в Бердянске. Ему часто является его брат в красной короне, приходящий навестить его в палату.

## Место рассказа в творческой биографии Булгакова
Хотя рассказ не автобиографичен (герой его на Булгакова не похож),  в нем звучат два очень личных мотива, отразившихся  позже в других произведениях Булгакова. Это мотив невысказанного протеста, возникающий вновь в рассказе «Я убил» и затем дважды — в пьесе «Бег» (1926-1927 гг.). Это и образ погибшего младшего брата, преследовавший писателя в течение двух лет, пока судьба брата не прояснилась. К моменту публикации "Красной короны" Булгаков уже знал, что Николай жив,  но  и в последовавшей затем «Белой гвардии», и даже в повести «Тайному другу» (1929) вновь возвращался к образу погибшего на войне любимого брата.
«Красная корона» — подступ к теме гражданской войны, предвестник романа "Белая гвардия", работу над которым Булгаков начал в 1923 г.
Образ «бедного больного» окажется в центре еще одного произведения писателя — романа «Мастер и Маргарита». Правда, это будет другой образ, и художественное содержание его будет иным, но отдельные подробности в описании «дома скорби» в этом раннем рассказе и зрелом романе совпадут.